# William Warde Fowler
Pour les articles homonymes, voir Fowler.
William Warde Fowler (16 mai 1847 – 15 juin 1921) est un historien et un ornithologue britannique, membre du Lincoln College d'Oxford. Il est connu pour ses travaux sur la religion de la Rome antique.

## Publications
- Julius Caesar and the Foundation of the Roman Imperial System (1892)
- The City-State of the Greeks and Romans: A Survey, Introductory to the Study of Ancient History (1893)
- Study of a Typical Mediaeval Village (1895)
- Roman Festivals of the Period of the Republic (1899)
- Social Life at Rome in the Age of Cicero (1908)
- Roman Ideas of Deity in the Last Century Before the Christian Era (1914)
- The Religious Experience of the Roman People, from the Earliest Times to the Age of Augustus (1911).
- Rome (1912)
- Roman Essays and Interpretations (1920).